# Agromyza varifrons
Agromyza varifrons är en tvåvingeart som beskrevs av Daniel William Coquillett 1902. Agromyza varifrons ingår i släktet Agromyza och familjen minerarflugor. Inga underarter finns listade i Catalogue of Life.